# Mõra küla
Mõra est un village de la commune de Haaslava du comté de Tartu en Estonie.
En 2020, il compte 106 habitants.